# Diocèse de Villarrica
Le diocèse de Villarrica (en latin : Dioecesis Villaricensis ; en espagnol : Diócesis de Villarrica) est un diocèse de l'Église catholique du Chili, suffragant de l'archidiocèse de Concepción.

## Territoire
Il comprend treize communes de la province de Cautín dans la région de l'Araucanie : Villarrica, Curarrehue, Cunco, Freire, Gorbea, Vilcún, Loncoche, Padre Las Casas, Pitrufquén, Pucón, Puerto Saavedra, Teodoro Schmidt et Toltén ; et quatre communes de la province de Valdivia de la région des Lacs : Lanco, Máfil, Panguipulli et San José de la Mariquina.
Le territoire s'étend sur 15 544 km divisé en 29 paroisses avec le siège épiscopal à Villarrica où se trouve la cathédrale du Sacré-Cœur de Jésus.

## Histoire
La préfecture apostolique d'Araucanie est érigée le 16 juillet 1901 par le décret Quum ad majus de la congrégation pour la propagation de la foi en recevant son territoire du diocèse de Concepción (aujourd'hui archidiocèse de Concepción). Elle est confiée aux capucins venus de Laufen en Bavière (Allemagne).
Le 28 mars 1928, la préfecture apostolique est élevée au statut de vicariat apostolique par la lettre apostolique Sublimi veluti du pape Pie XI.
Par la constitution apostolique Studiosam omnino du 5 janvier 2002 du pape Jean-Paul II, il cède la juridiction de l'île de Pâques au diocèse de Valparaiso et le vicariat apostolique devient diocèse avec son nom actuel. La même année s'ouvre le procès de béatification de Guillaume Hartl de Laufen (es), religieux capucin et deuxième vicaire apostolique d'Araucanie.

## Évêques
- Guido Benedikt Beck de Ramberg, O.F.M.Cap (20 janvier 1925 - 5 mars 1958)
- Carlos Guillermo Hartl de Laufen, O.F.M.Cap (5 mars 1958 - 6 février 1977)
- Sixto José Parzinger Foidl, O.F.M.Cap (17 décembre 1977 - 7 février 2009)
- Francisco Javier Stegmeier Schmidlin, depuis le 7 février 2009